# 대한민국 민사소송법 제216조
대한민국 민사소송법 제216조는 기판력의 객관적 범위에 대한 민사소송법조문이다.

## 조문
제216조(기판력의 객관적 범위) (1) 확정판결(確定判決)은 주문에 포함된 것에 한하여 기판력(旣判力)을 가진다.

 (2) 상계를 주장한 청구가 성립되는지 아닌지의 판단은 상계하자고 대항한 액수에 한하여 기판력을 가진다.